# Bistra (Maramureș)
Bistra (in ungherese Petrovabisztra, in ucraino Бистрий?, Bystryi) è un comune della Romania di 4 269 abitanti, ubicato nel distretto di Maramureș, nella regione storica della Transilvania. 
Il comune è formato dall'unione di 3 villaggi: Bistra, Crasna Vișeului, Valea Vișeului.
Bistra è ubicato a ridosso del confine con l'Ucraina. La popolazione di etnia ucraina rappresenta circa il 90% del totale e il comune è ufficialmente bilingue, con entrambe le lingue insegnate nelle scuole e utilizzate per gli atti ufficiali.